# 大鳥大社

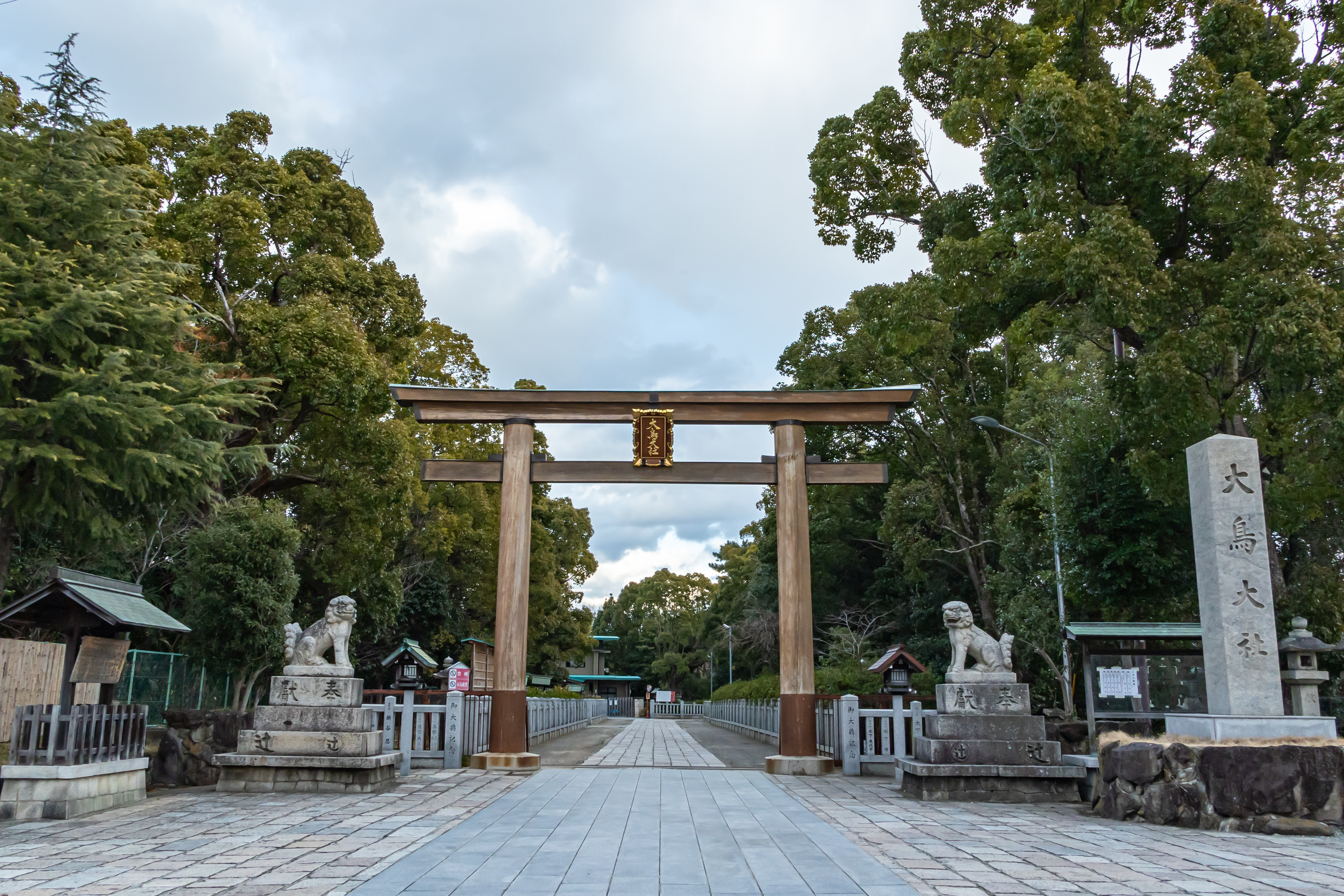
境内入り口鳥居

大鳥大社（おおとりたいしゃ）は、大阪府堺市西区鳳北町にある神社。和泉国大鳥郡の式内社（名神大社）で、和泉国一宮。正式には大鳥神社である。旧社格は官幣大社で、現在は神社本庁の別表神社。
全国の大鳥神社および大鳥信仰の総本社とされる。

## 社名
「大鳥大明神（おおとりだいみょうじん）」や「大鳥大神宮（おおとりのおおがみのみや）」などとも称された。現在の正式な社名は「大鳥神社（おおとりじんじゃ）」であるが、一般には「大鳥大社」の社名の方が広く使用されている。

## 概要
日本武尊は西征して熊襲を平定し、東征して東国を平定したが、伊吹山で病に倒れ、伊勢国能褒野で薨去する。遺体はその地に葬られたが、その陵墓から魂が白鳥となって飛んでいき、大和国琴引原で留まり、また飛び立って河内国古市に降りたが、最後に大鳥の地に舞い降りたので、社を建てて祀った。これが大鳥神社の始まりだとされる。神域は千種森（ちぐさのもり）と呼ばれ、白鳥が舞い降りた際、一夜にして樹木が生い茂ったと言われる。
延喜式神名帳記載の名神大社であり、とくに防災雨祈の祈願社として知られた。本殿は大鳥造といい、「切妻造・妻入社殿」という出雲大社造に次ぐ古形式を保っている。

## 祭神
現在の祭神は次の2柱。
- 日本武尊（やまとたけるのみこと）

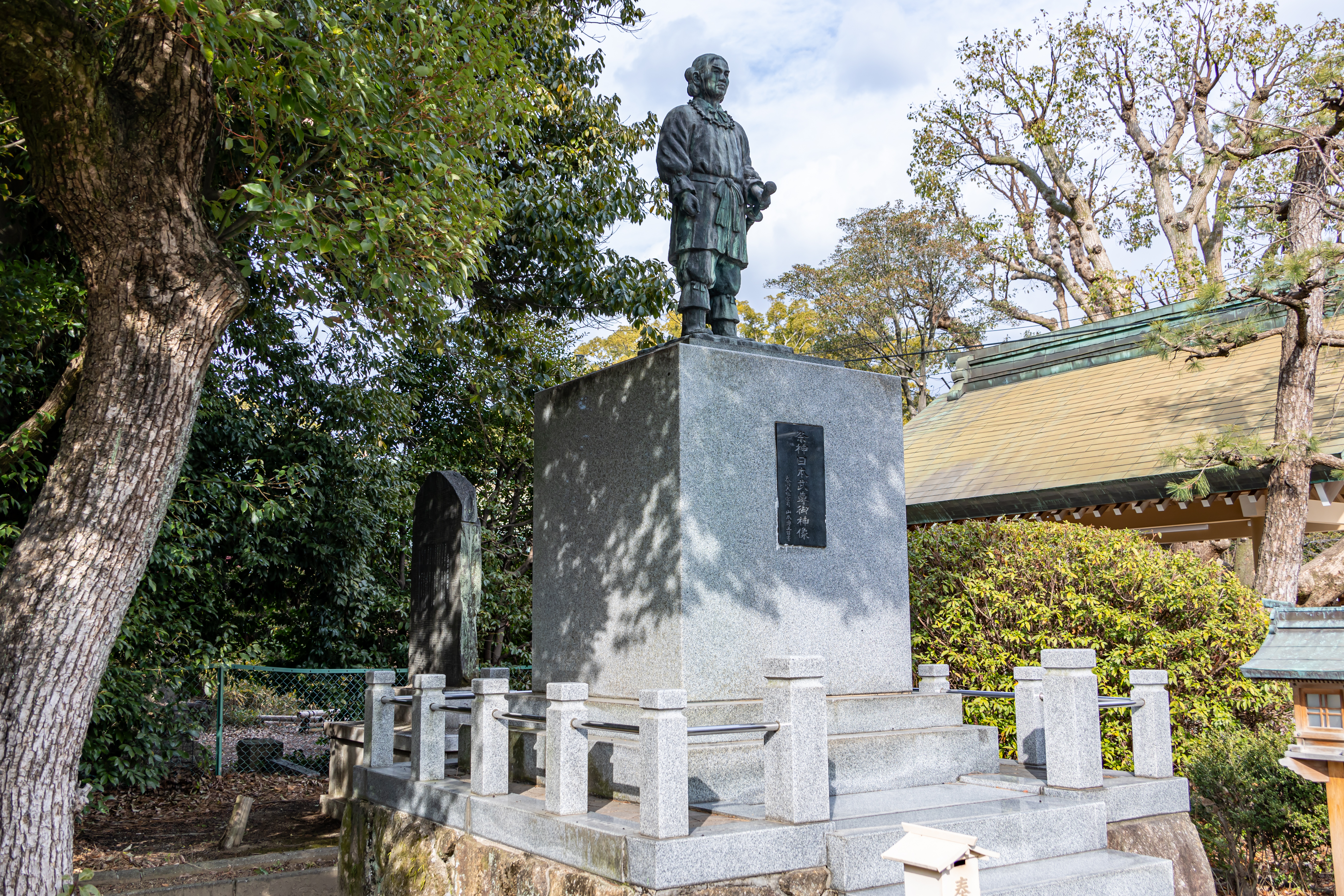
日本武尊御神像

- 大鳥連祖神（おおとりのむらじのおやがみ）

元来の祭神は大鳥連の祖神であるらしかったが、一時期天照大神が祭神とされるようになった。「和泉国大鳥五社大明神并府中惣社八幡宮縁起」によると本地仏は釈迦如来となっている。その後、日本武尊が祭神と考えられるようになり、これが定着した。これは大鳥神社の「大鳥」という名称と日本武尊の魂が「白鳥」となって飛び立ったという神話が結び付けられたために起こった習合であると考えられる。
以来、長い間にわたって日本武尊を祭神としてきたが、1896年（明治29年）に政府の祭神考証の結果を受け内務省の指示により、大鳥連祖神に祭神を変更した。その後、1961年（昭和36年）に大鳥連祖神にくわえて、日本武尊を祀った。
大鳥連は中臣氏と同じく天児屋命を祖神としていたので、大鳥連祖神は天児屋命ということになる。
※各神の祭祀については、大鳥氏が単に一宮の神官であったというには、後世の倭武伝説を差し引いたにしても、その変遷ぶりには謎めいた部分も残っており、大鳥連の、領主あるいは神官という職業以外の何らかの役割を古代豪族社会で担った可能性も含め、今後も検証が必要と思われる。

## 歴史

### 概史
大鳥連が祖神を祀ったのが始まりだと考えられている。弘仁14年7月4日（ユリウス暦823年8月14日）に積川神社とともに朝廷の祈雨の奉幣を受ける（『日本後紀』）。承和9年10月9日（ユリウス暦842年11月15日）に和泉国泉穴師神社・積川神社とともに神階昇授を受け、従五位下から従五位上になる（『続日本後紀』）。天安3年（859年）1月27日には全国諸神とともに神階昇授を受け、従五位上勲八等から従四位下になり、同年9月8日に朝廷より風雨のため、畿内諸神とともに奉幣を受ける（『三代実録』）。貞観3年（861年）に紀伊国御船神とともに神階昇授を受け、従三位となる（『三代実録』）。
延長5年（927年）成立の『延喜式』神名帳では和泉国大鳥郡に「大鳥神社 名神大 月次新嘗」と記載され、和泉国では唯一の名神大社に列するとともに、朝廷の月次祭・新嘗祭では幣帛に預かる旨が記されている。
延喜22年（922年）の奥書を持つ「大鳥大神宮五社流記帳」（実際には平安時代末期から鎌倉時代頃か）では神階は「正一位勲八等天照大明神一所」とあり、祭神は天照大神とされている。
別当寺は大鳥山勧学院神鳳寺。開山は和銅元年（708年）で行基によると言われる（『行基年譜』）が、天平12年（740年）とする説もある。一帯は「大鳥郷」と呼ばれ、古くから摂関家大番頭でもあった。
鎌倉時代初期には、同郡の式内社の大鳥美波比神社・大鳥鍬靫神社・大鳥井瀬神社・大鳥濱神社とともに「大鳥五社」を形成、「大鳥荘」となるが、貞応元年（1224年）、承久の乱の勲功により、伊豆国の御家人田代氏が地頭職に補せられ、周辺の荘園領主や在地住民と田代氏との間で激しい争いが繰り広げられることとなった。また南北朝時代よりは泉穴師神社・聖神社・積川神社・日根神社とともに「当国五社大明神」を形成するにいたる。中世には和泉国一宮として国衙などから崇敬を受けるが、一方、従来、大鳥神社を祀ってきた大鳥氏は主導権を田代氏に奪われて衰退していく。
日本武尊を祭神とするため武家の崇敬厚く、平治元年（1159年）には熊野参詣に向かう途上の平清盛・平重盛らが立ち寄り、清盛は以下の句を詠んだ。
大鳥神社は中世の兵火により神鳳寺とともに焼失していたが、織田信長は天正3年（1575年）に所領1300石を安堵している。
慶長7年（1602年）には片桐且元を奉行として豊臣秀頼による一連の社寺造営で再建される。しかし、大坂の陣で十三重塔を残して再び灰燼に帰した。
その後、寛文2年（1662年）に幕命により堺町奉行石河利政が大鳥神社及び神鳳寺を再建した。元禄14年（1701年）には幕命により柳沢保明が修営した。延宝-元禄年間になると、快円恵空が神鳳寺に入って勢力を拡大し、柳沢氏の保護を受けたこともあって、神鳳寺は全盛期を迎える。神鳳寺は「真言律宗南方一派」の本山となり、畿内を中心に76寺もの末寺を擁した。神鳳寺の繁栄を影に大鳥神社は衰退していったが、幕末より国学の発展に連動して神社復権を求める声が高まった。社家である大鳥氏は断絶し、その後は和泉総社の神職が祭祀を引き継いだ。
明治になると神仏分離により神鳳寺は廃寺となり、五重塔などが破却されたが、末寺であった光明院が仏像・諸記録などを引き継いだ。
近代社格制度のもと、1871年（明治4年）5月に官幣大社に列格された。1876年（明治9年）の政府の祭神考証の結果を受け、政府は大鳥連祖神（天児屋命）に祭神を変更した。当然、神社側の反発があったが、1896年（明治29年）の内務省社寺局の通達により変更が確定した。神社側は祭神の日本武尊への復帰をたびたび求めたが、大鳥連祖神に加えて日本武尊を祀ることに至ったのは、国家管理を離れた戦後の1961年（昭和36年）になってからだった。
1905年（明治38年）8月15日、落雷により社殿は焼失し、1909年（明治42年）12月に再建されたのが現社殿である。1948年（昭和23年）に神社本庁の別表神社に加列されている。
2018年（平成30年）9月5日、台風21号により、本殿の千木の落下、鰹木の歪み、玉垣の倒壊等の被害を受ける。

### 神階
- 六国史における神階奉叙の記録
  - 承和9年（842年）10月9日、従五位下から従五位上 （『続日本後紀』） - 表記は「大鳥神」。
  - 天安3年（859年）1月27日、正五位下勲八等から従四位下勲八等 （『日本三代実録』） - 表記は「大鳥神」。
  - 貞観3年（861年）7月2日、従四位下勲八等から従三位勲八等 （『日本三代実録』） - 表記は「大鳥神」。
- 六国史以後
  - 正一位勲八等 （「大鳥神社流記帳」：平安時代末期から鎌倉時代頃か）[2] - 表記は「天照大明神一所」。
  - 正一位 （『和泉国神名帳』正応2年（1289年）書写本）[2] - 表記は「大鳥大社」。

## 境内

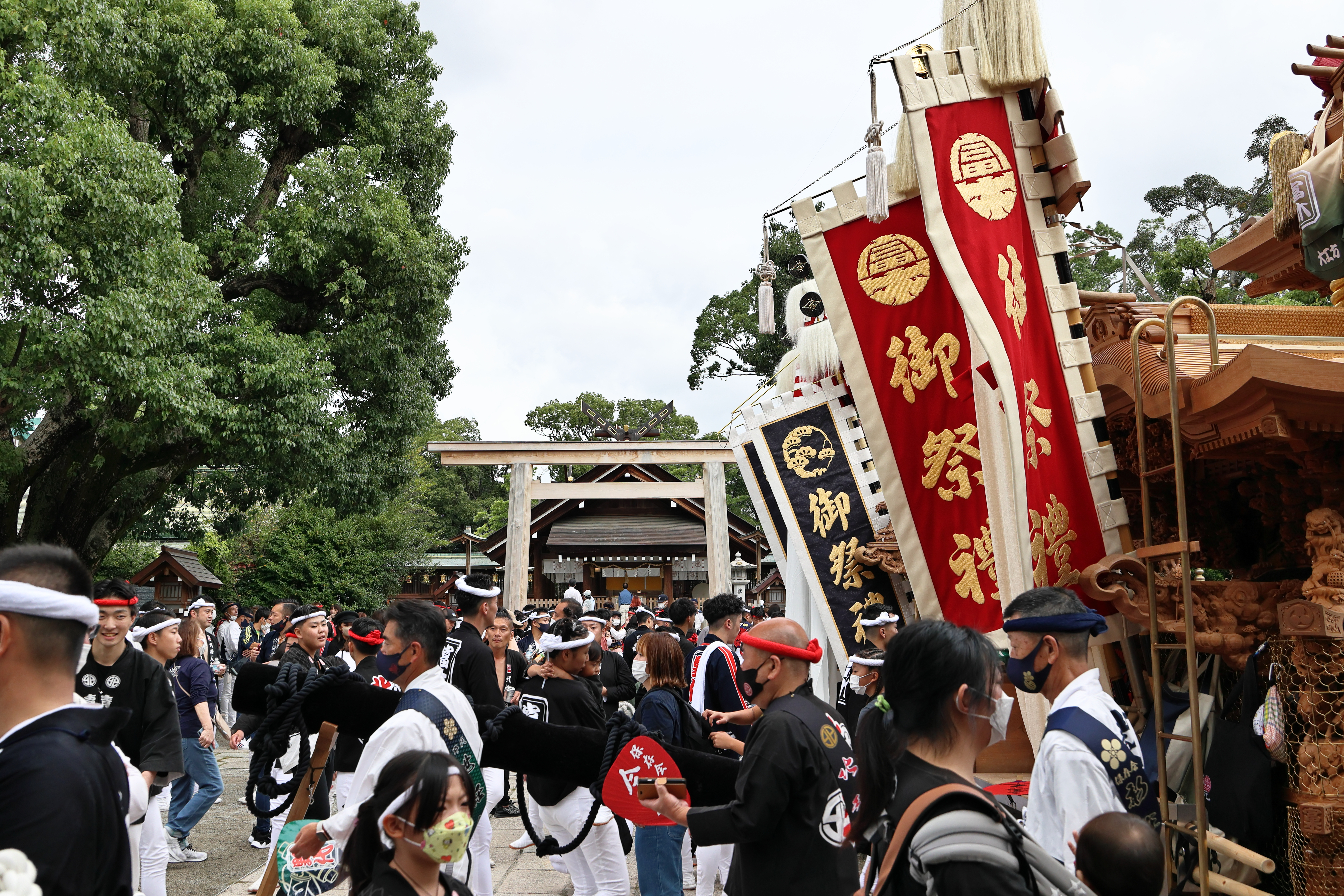
拝殿（真ん中奥）とだんじり

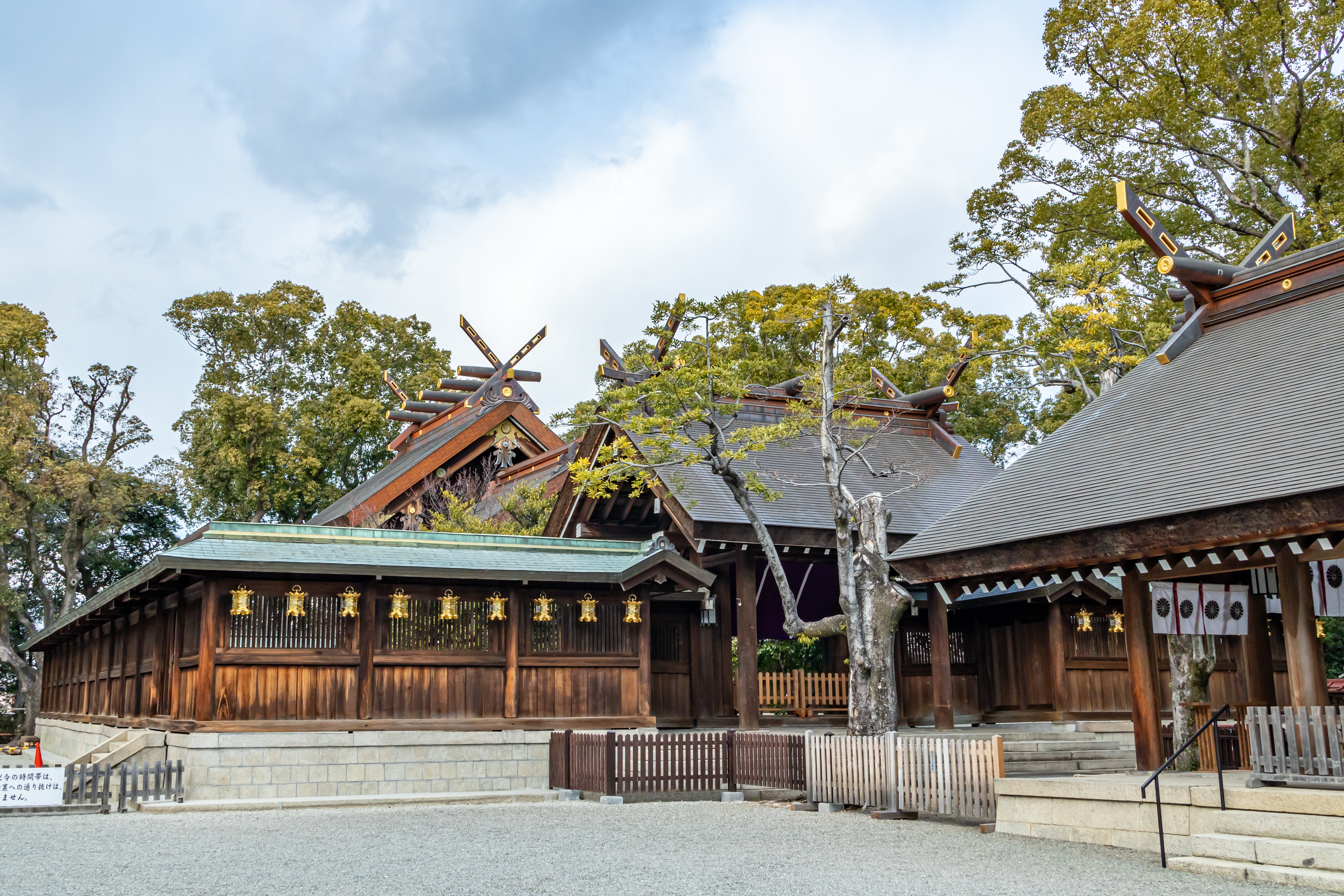
本殿（堺市指定有形文化財） - 1909年（明治42年）12月再建。
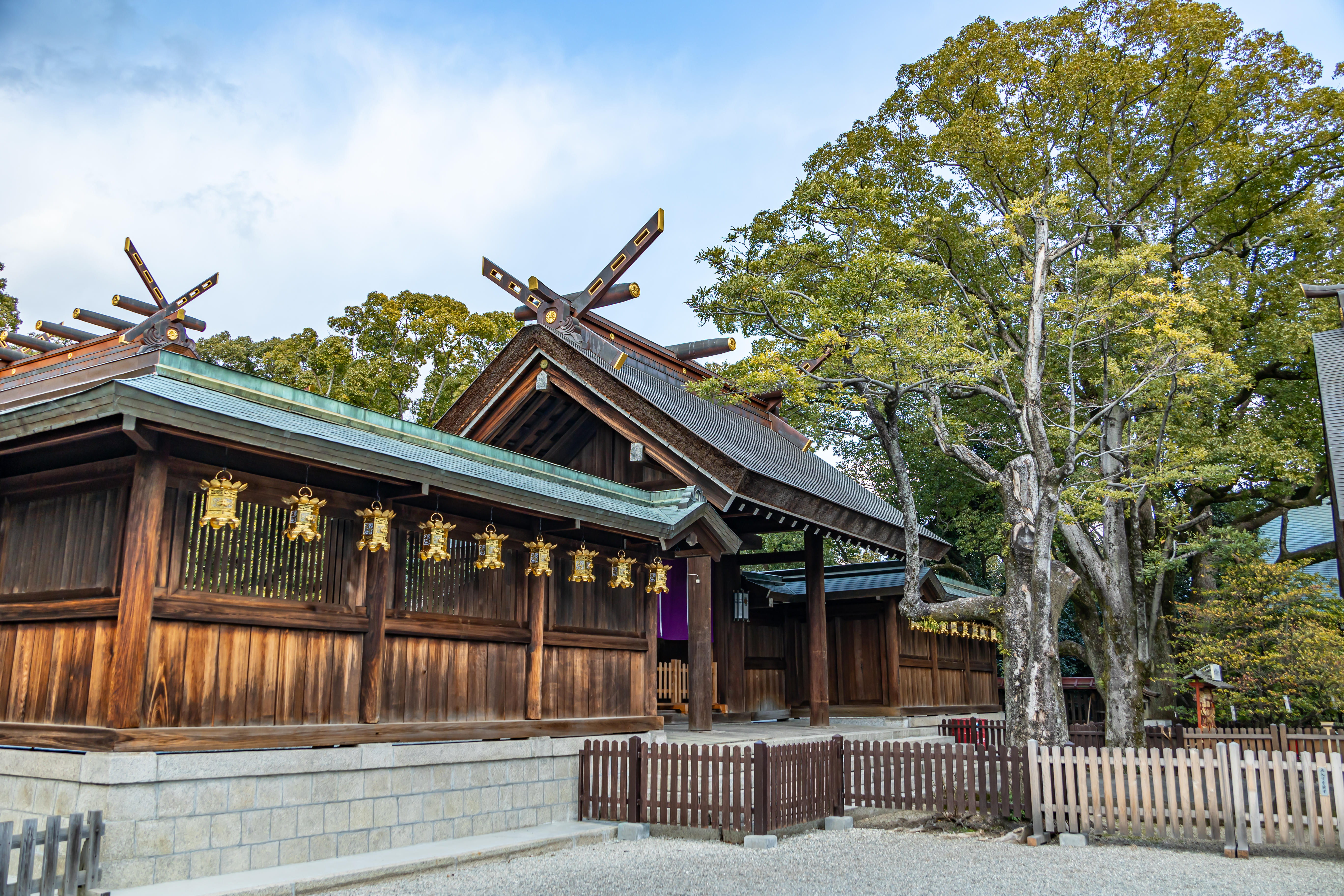
神門（堺市指定有形文化財）
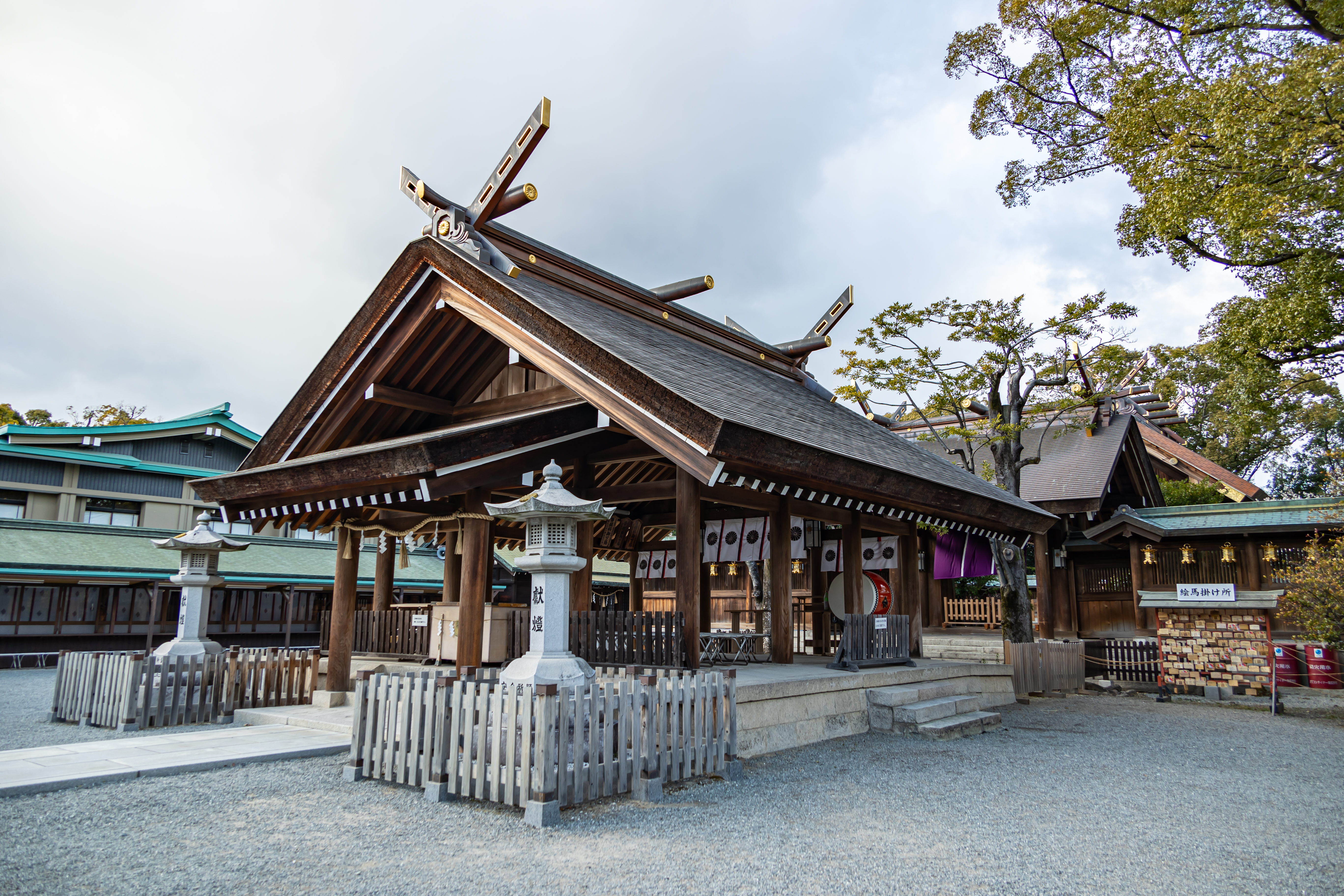
拝殿（堺市指定有形文化財）
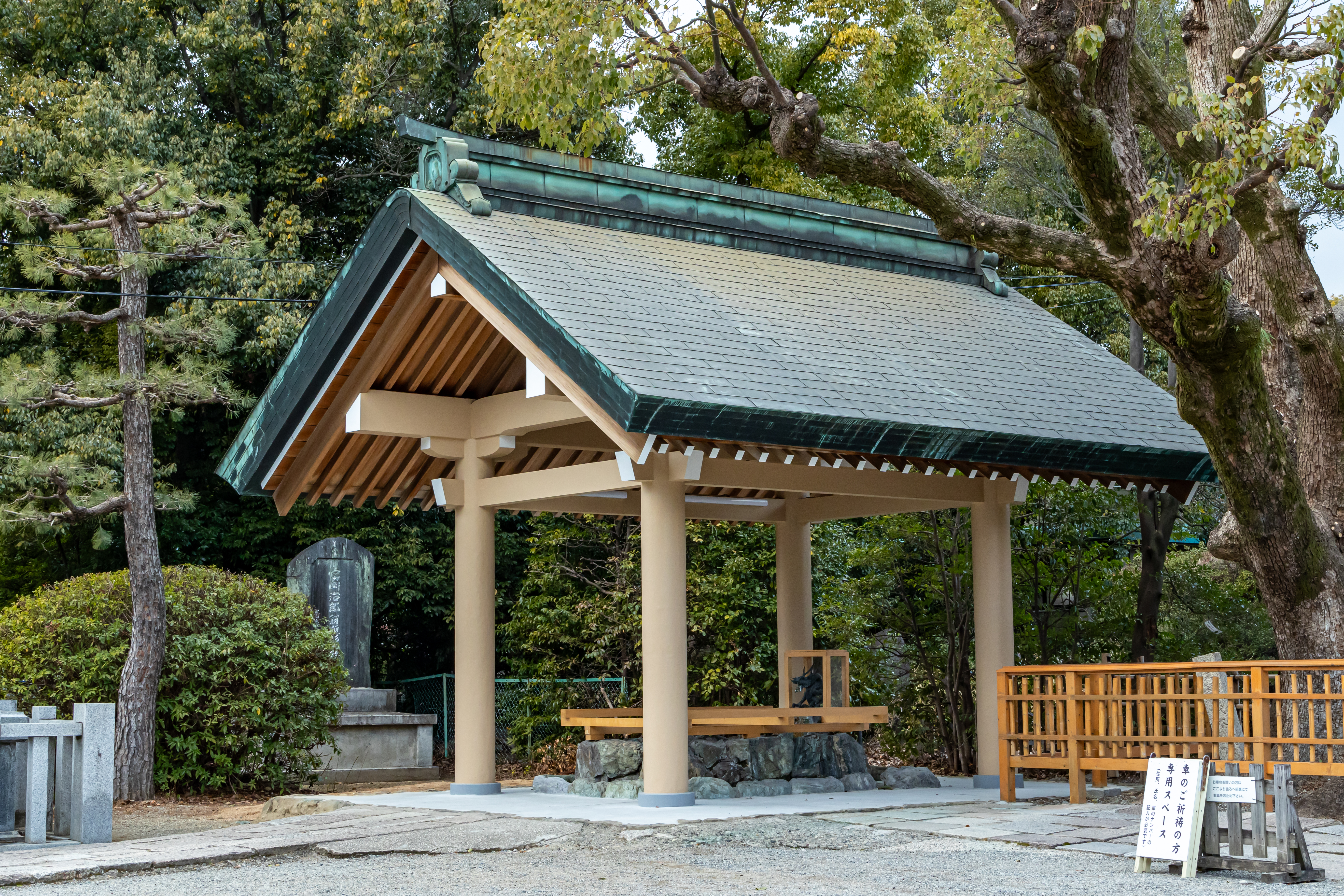
手水舎
- 儀式殿
- 祈祷殿（第二祈願所）
- 日本武尊の像
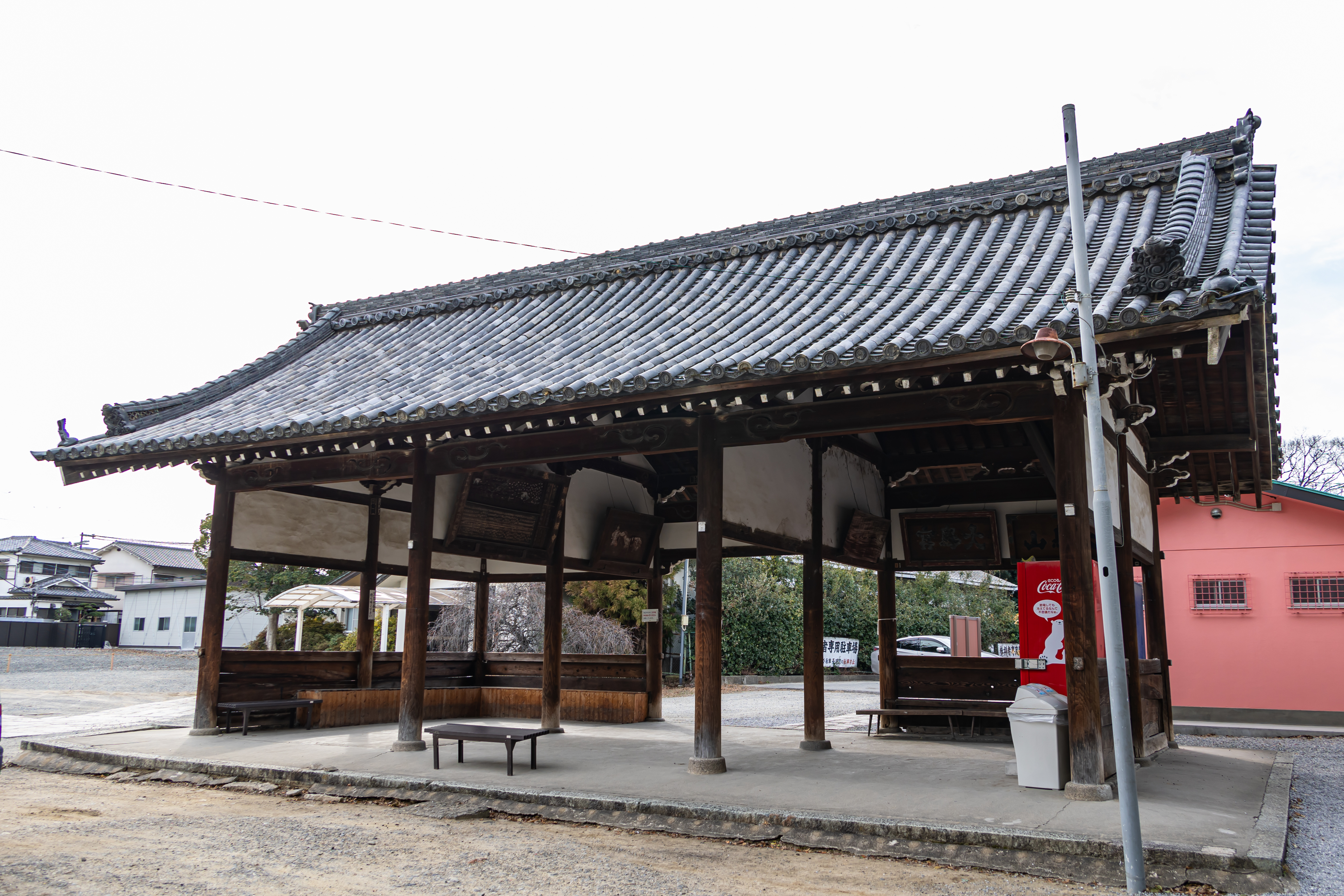
絵馬殿
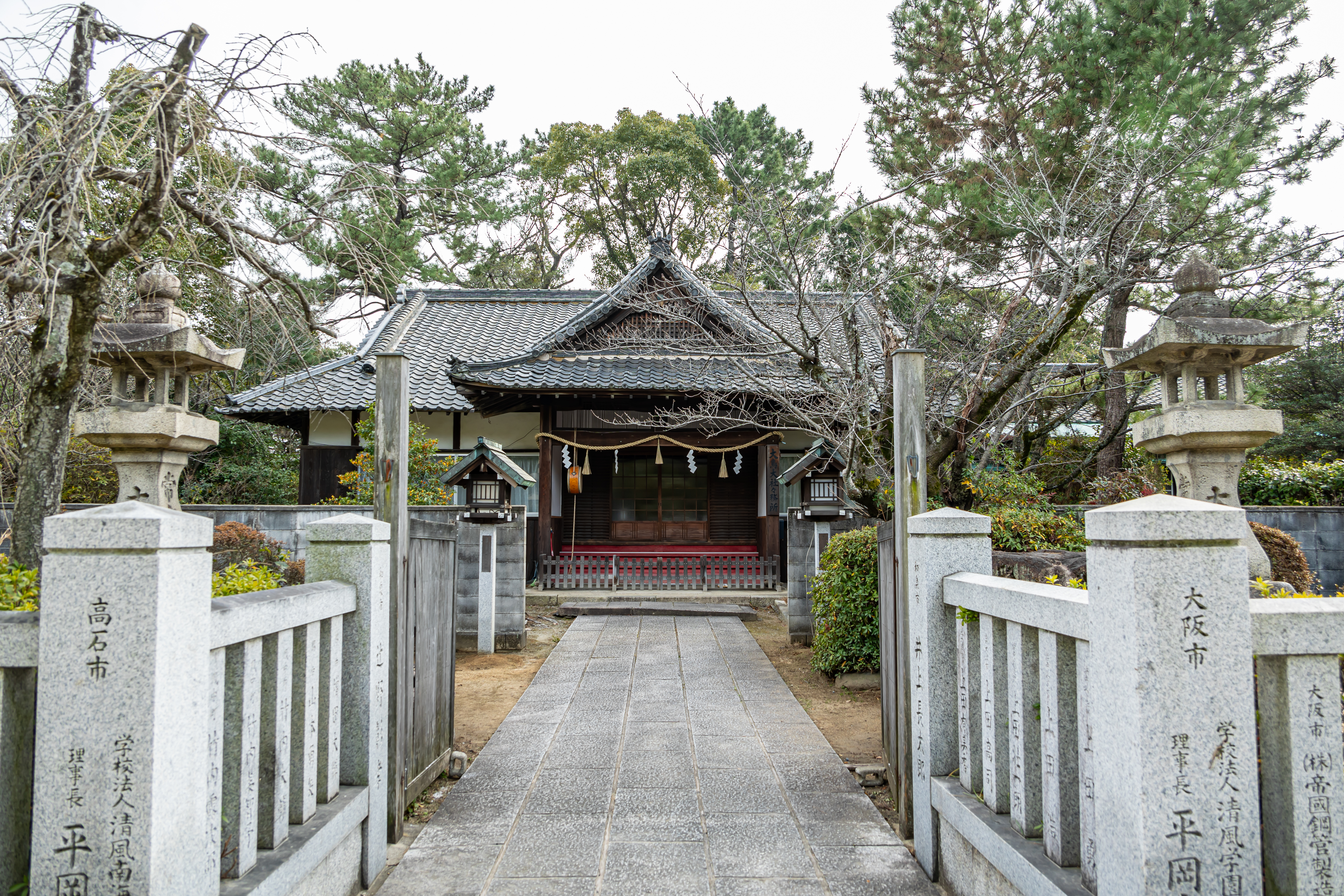
社務所
- 大殿
- 参集殿
- 崇敬会館
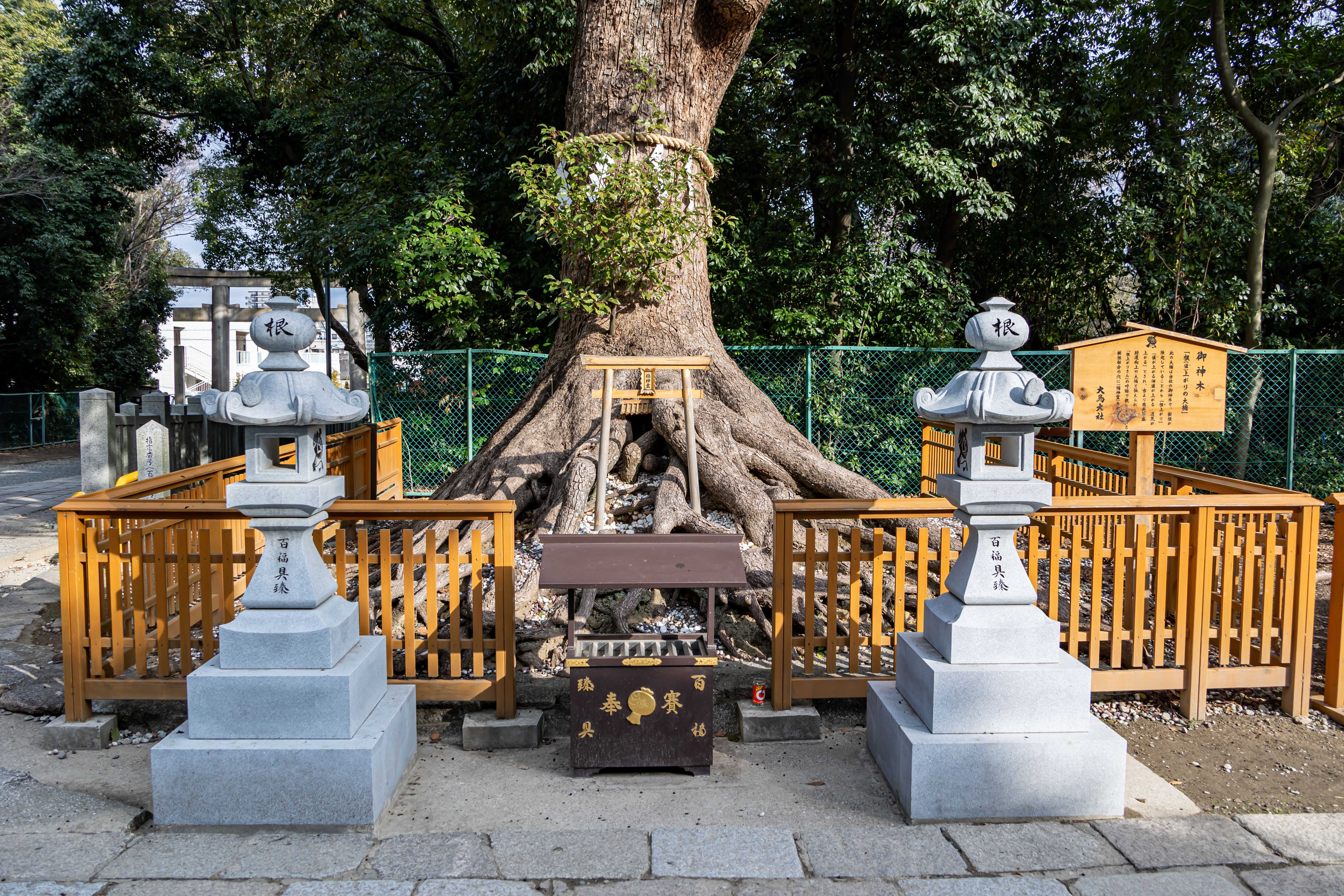
御神木 根上りの大楠

- 透塀の中に本殿
- 神門と透塀
- 拝殿
- 手水舎
- 絵馬殿
- 社務所
- 御神木 根上りの大楠

## 摂末社

### 摂社
境内社
- 大鳥美波比神社
  - 祭神：天照大神、相殿神：押別命・菅原道真・国常立尊・市杵嶋姫命。
  - 摂社、式内社、大鳥五社の一社。1879年（明治12年）に境内に遷座した。1909年（明治42年）に式内社押別神社・菅原神社4社を合祀した。
  - 拝殿がある。
- 四社合祀殿 - 境内末社。祭神：火鎮大神、宗像大神、稲荷大神、織姫大神。

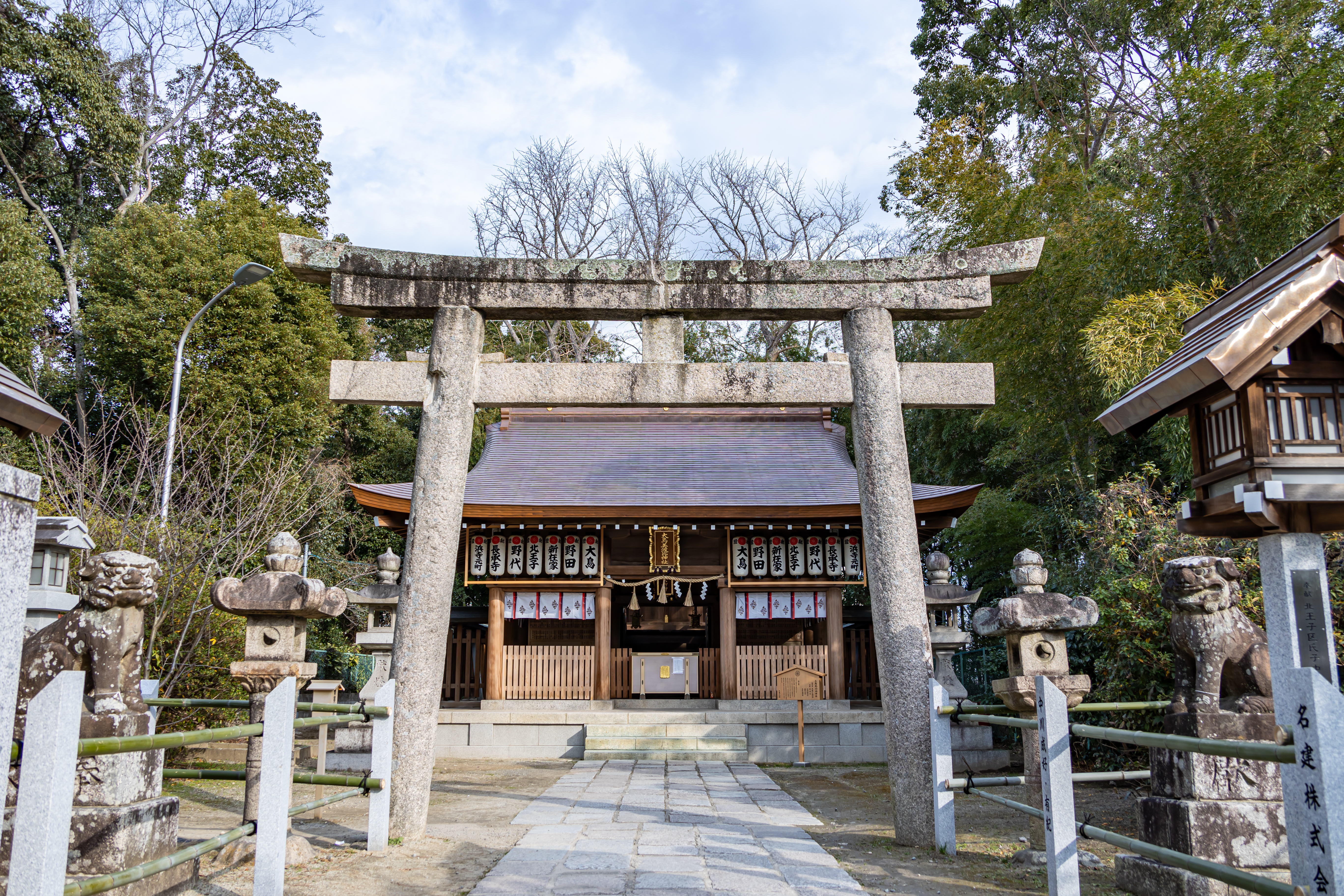
大鳥美波比神社 拝殿
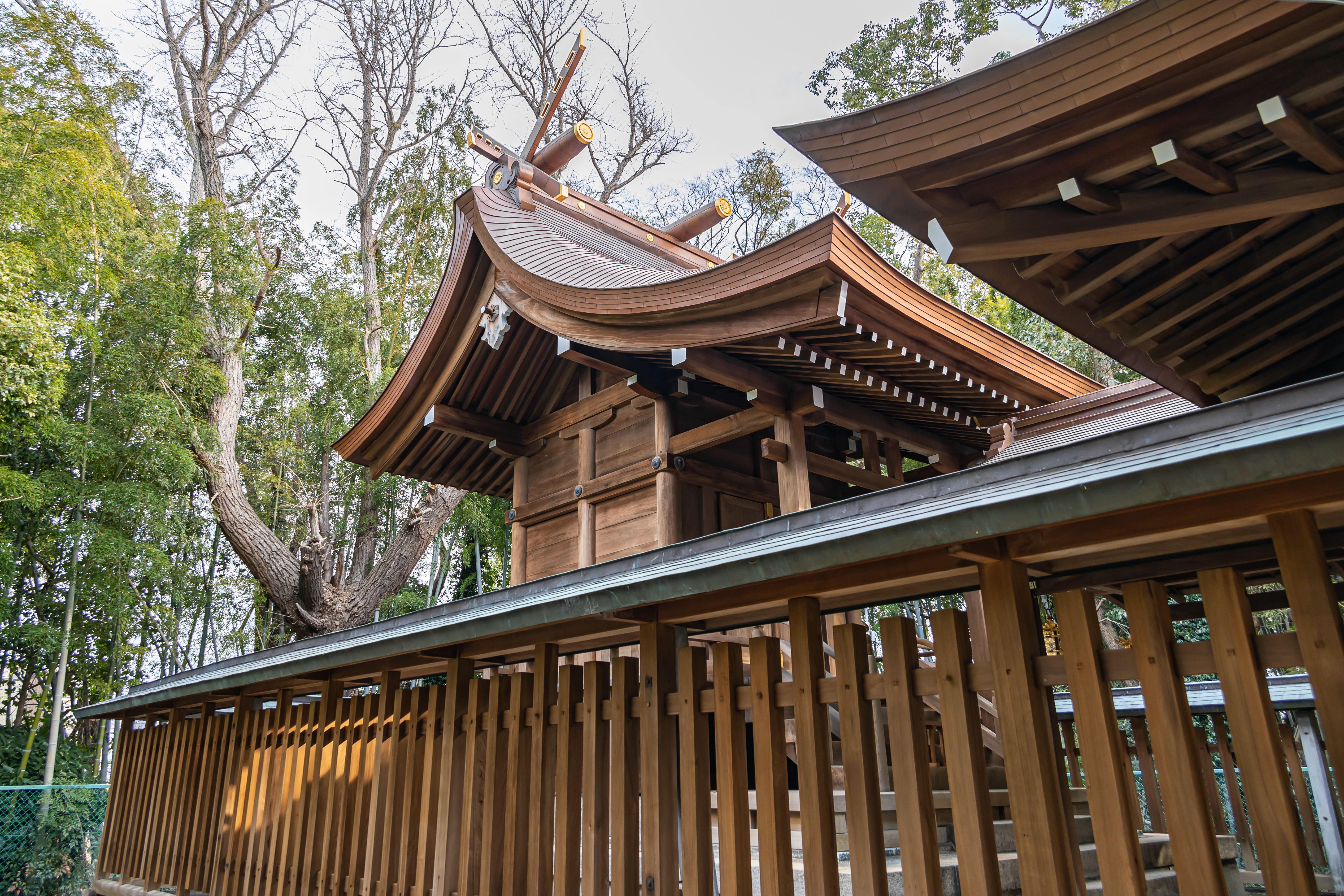
大鳥美波比神社 本殿
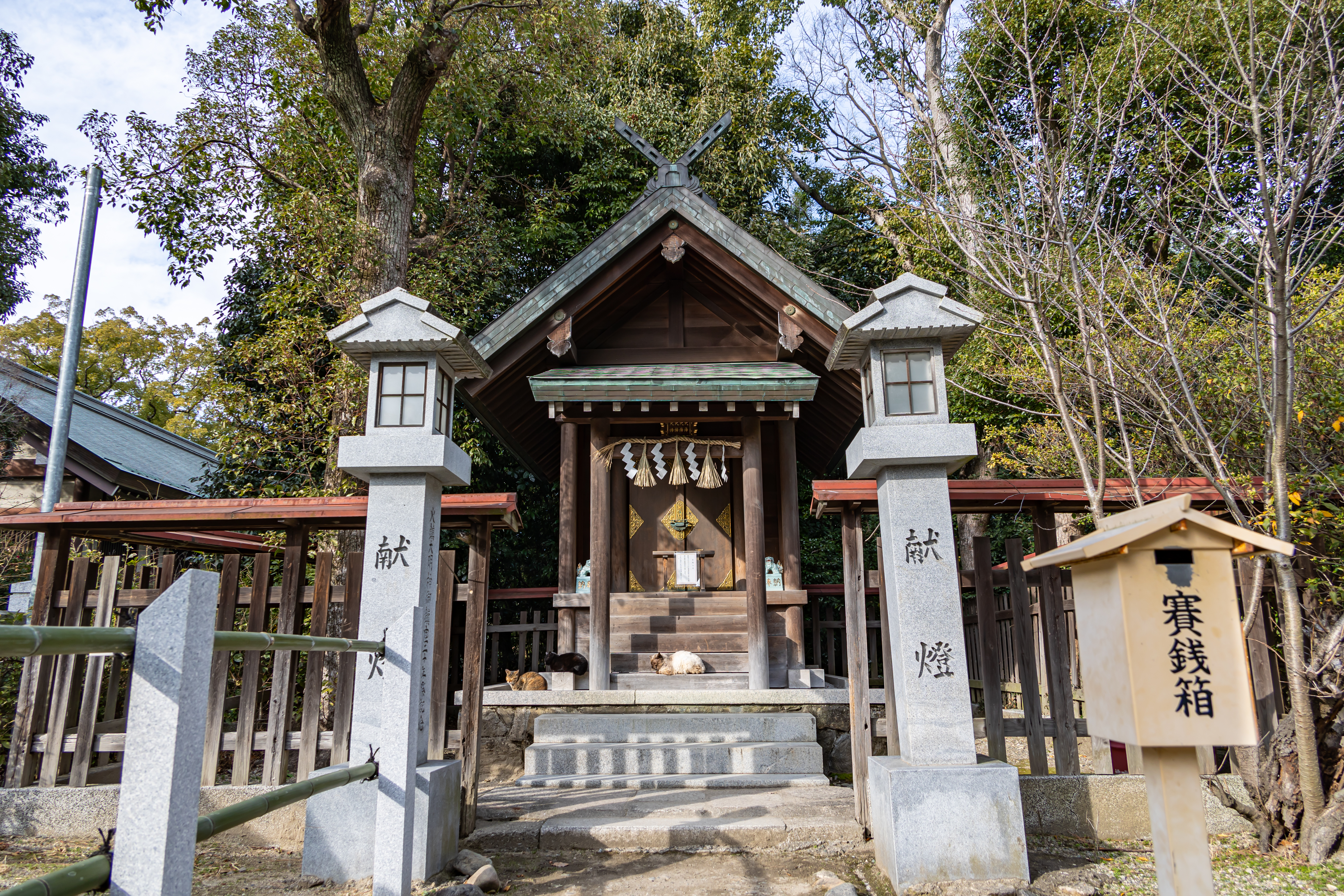
四社合祀殿

境外社
- 大鳥北濱神社 （堺市西区浜寺元町3丁）
  - 祭神：吉備穴戸武媛命
  - 式内社。大鳥五社の一社、大鳥鍬靫神社。1873年（明治6年）に改称。
- 大鳥井瀬神社 （堺市堺区宿院町東2丁）
  - 祭神：弟橘媛命
  - 式内社。大鳥五社の一社。1922年（大正11年）に住吉大社と大鳥大社の御旅所である宿院頓宮に遷座した。
- 大鳥羽衣濱神社 （高石市羽衣5丁目）
  - 祭神：両道入姫命、井戸守稲荷大明神
  - 式内社。大鳥五社の一社、大鳥濱神社。羽衣濱神社とも。慶雲3年（706年）に鎮座した。

## 祭事
- 1月1日：元旦祭[3]
- 1月3日：元始祭[3]
- 1月第2月曜に：成人祭[3]
- 2月3日：節分祭[3]
- 2月8日：事始め（針供養）：使い古した針などをコンニャクに刺し日頃の感謝の気持ちを表し供養する[3]。
- 2月11日：紀元祭[3]
- 2月17日：祈年祭[3]
- 3月5日：火鎮社祭[3]
- 3月15日：日本武尊増祀記念祭[3]
- 3月20日：春分祭[3]
- 4月第3土曜日：花摘祭：起源は、平安時代。厄病、災厄除けを祈願して始まる[3]。
- 5月3日：憲法記念祭[3]
- 5月5日：子供の日祭[3]
- 6月中旬：「菖蒲祭」
- 6月30日：大祓式[3]
- 7月31日：夏大祭：堺宿院頓宮への渡御が行われる[3]。
- 8月13日：例祭[3]
- 9月20日：春分祭[3]
- 10月第１土曜日：美波比社例祭（地車(だんじり)宮入：鳳だんじり祭り）：摂社美波比神社前へ、10基の地車が正装で整列し、お祓いを受ける[3]。

大鳥大社の宮入り
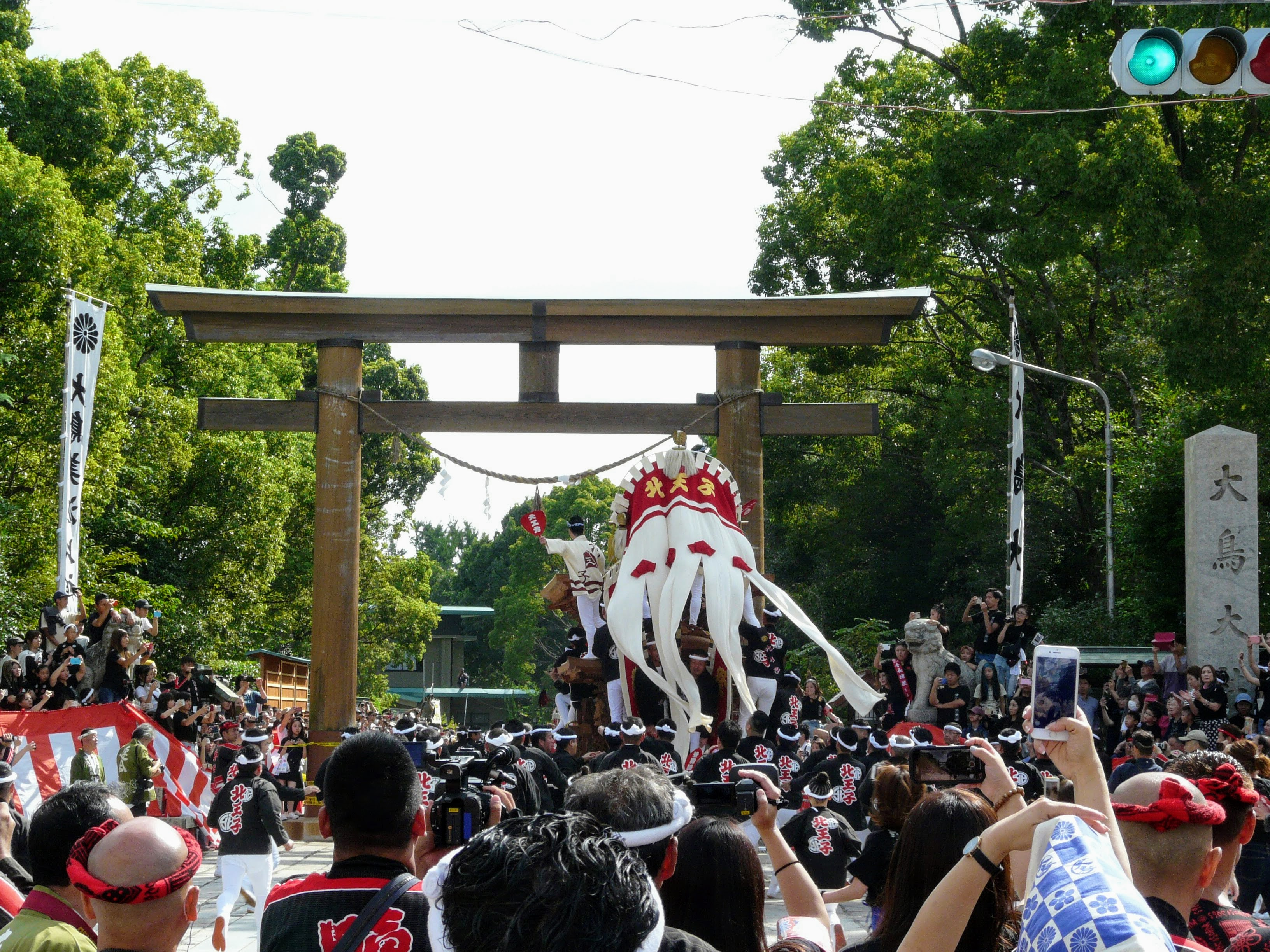
宮入りで大鳥大社 境内へ入っていくだんじり
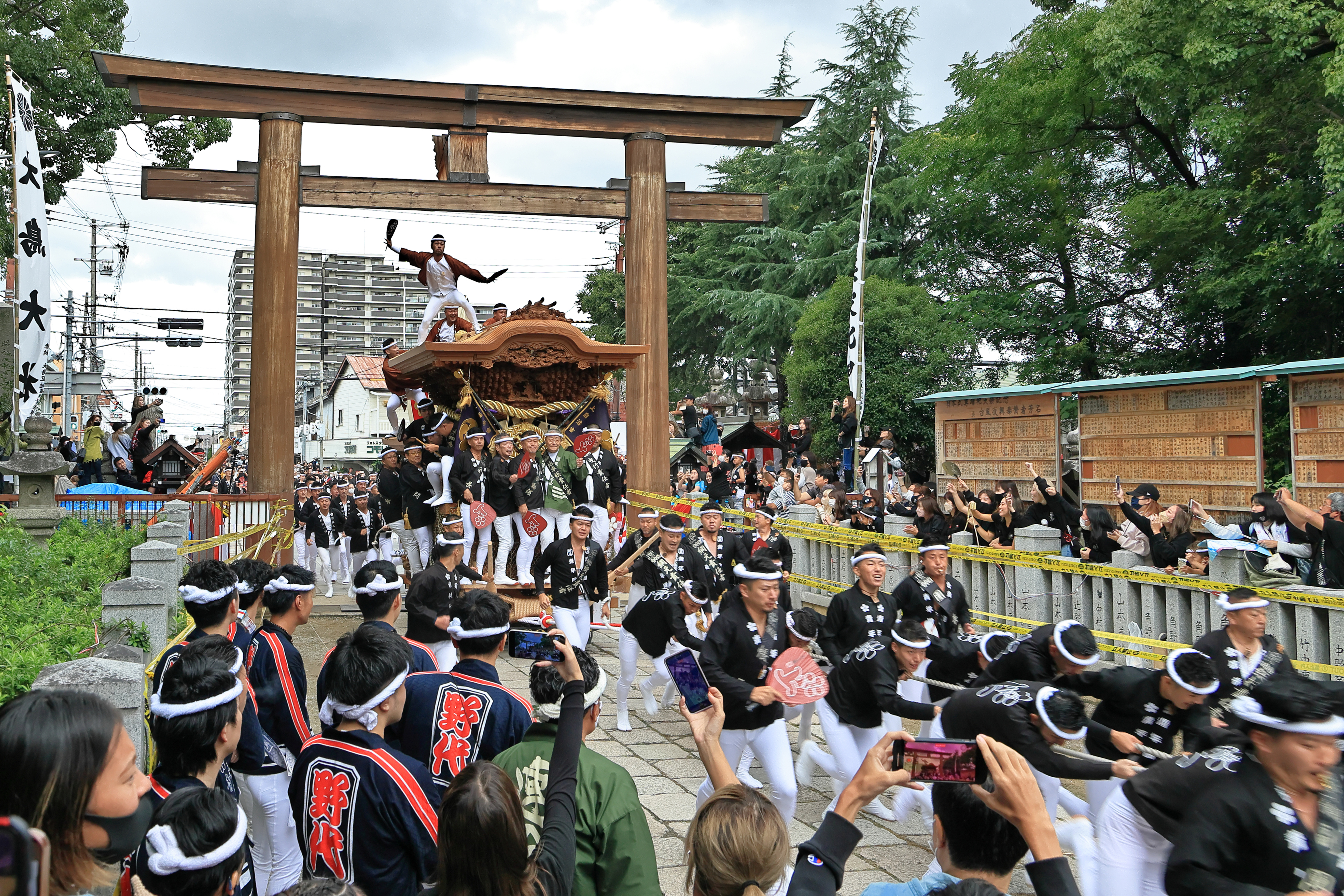
大鳥居を通り参道を勢いよく駆けるだんじり
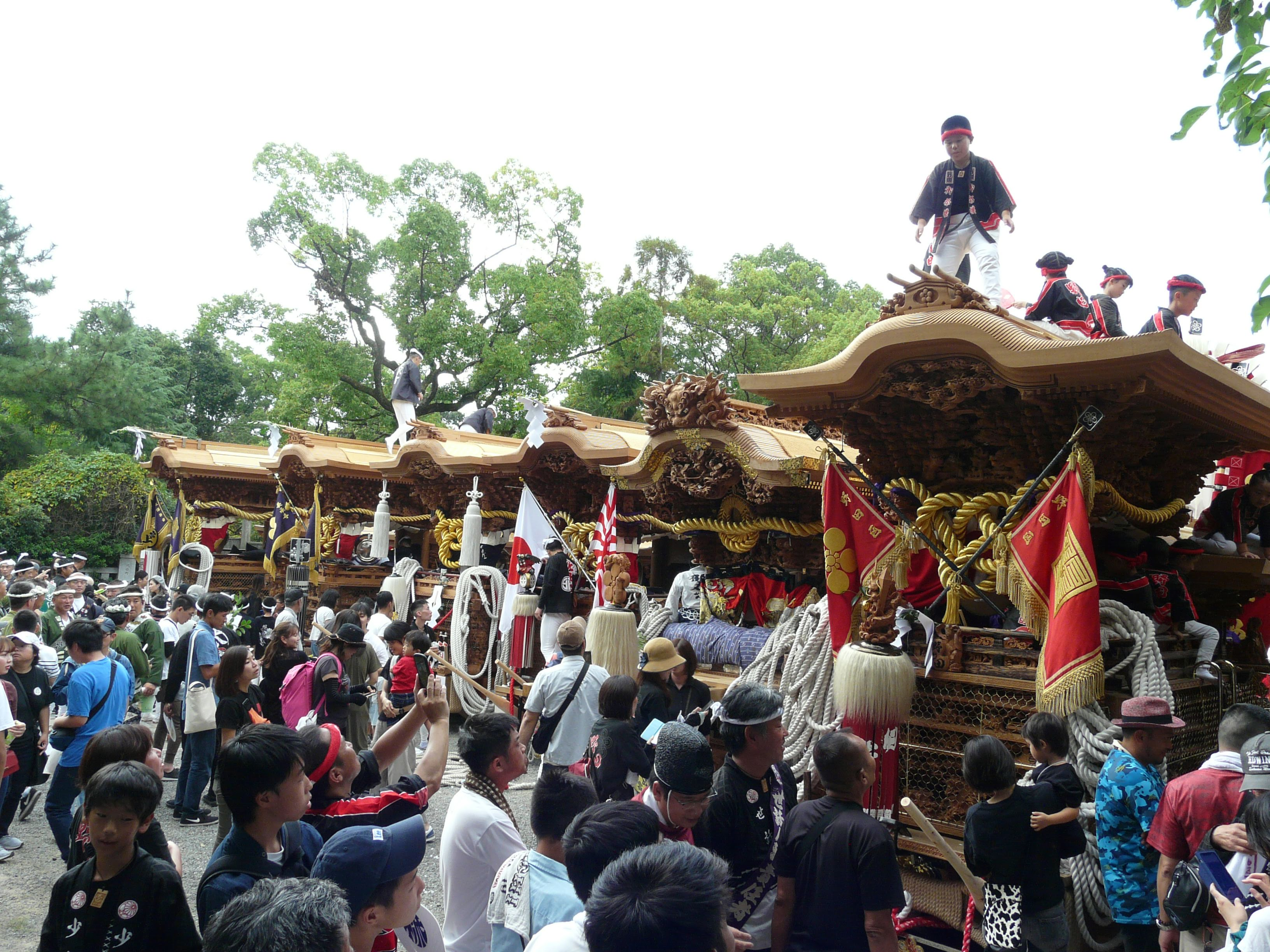
大鳥大社境内社 大鳥美波比神社前で整列するだんじり
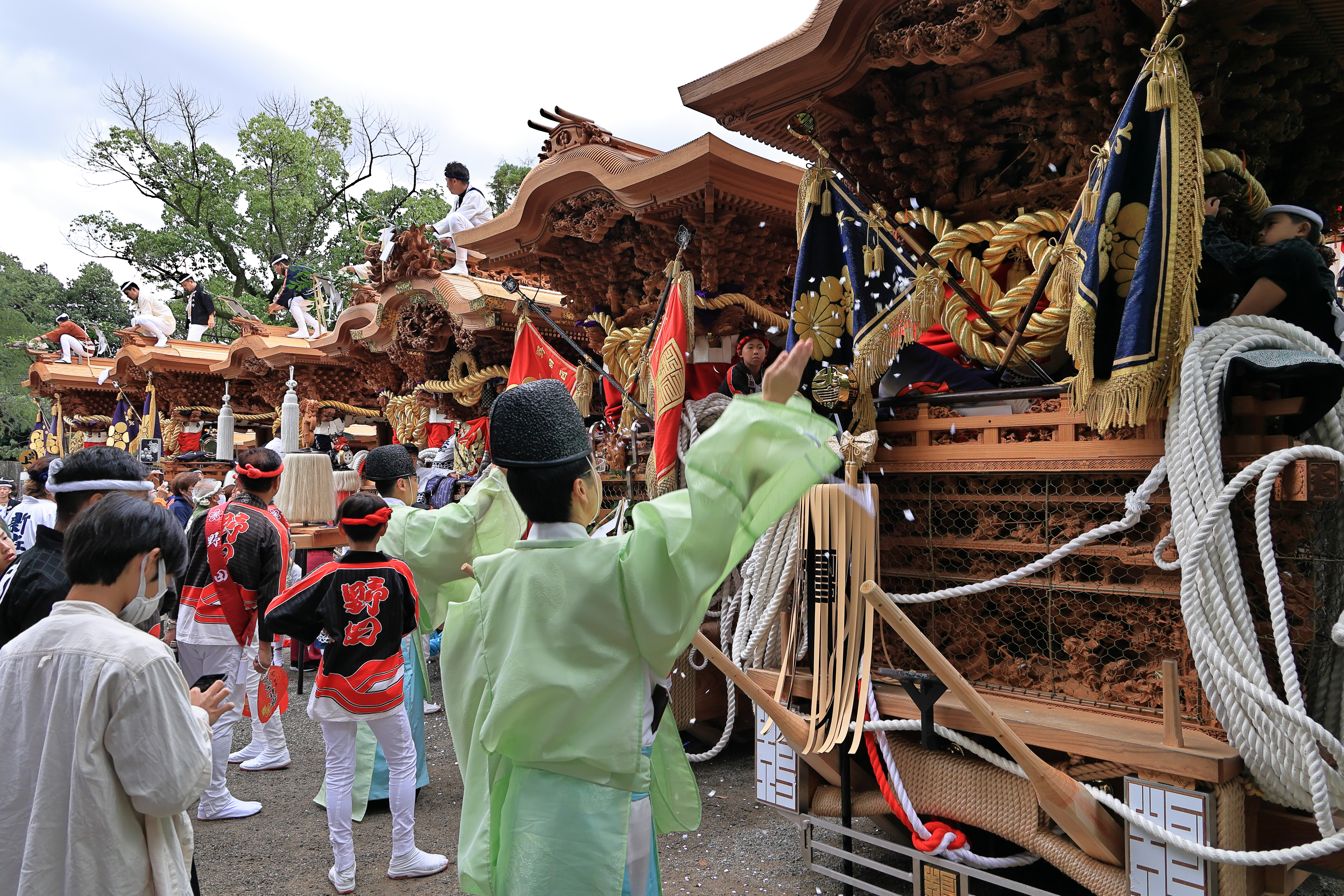
お祓いを受けるだんじり
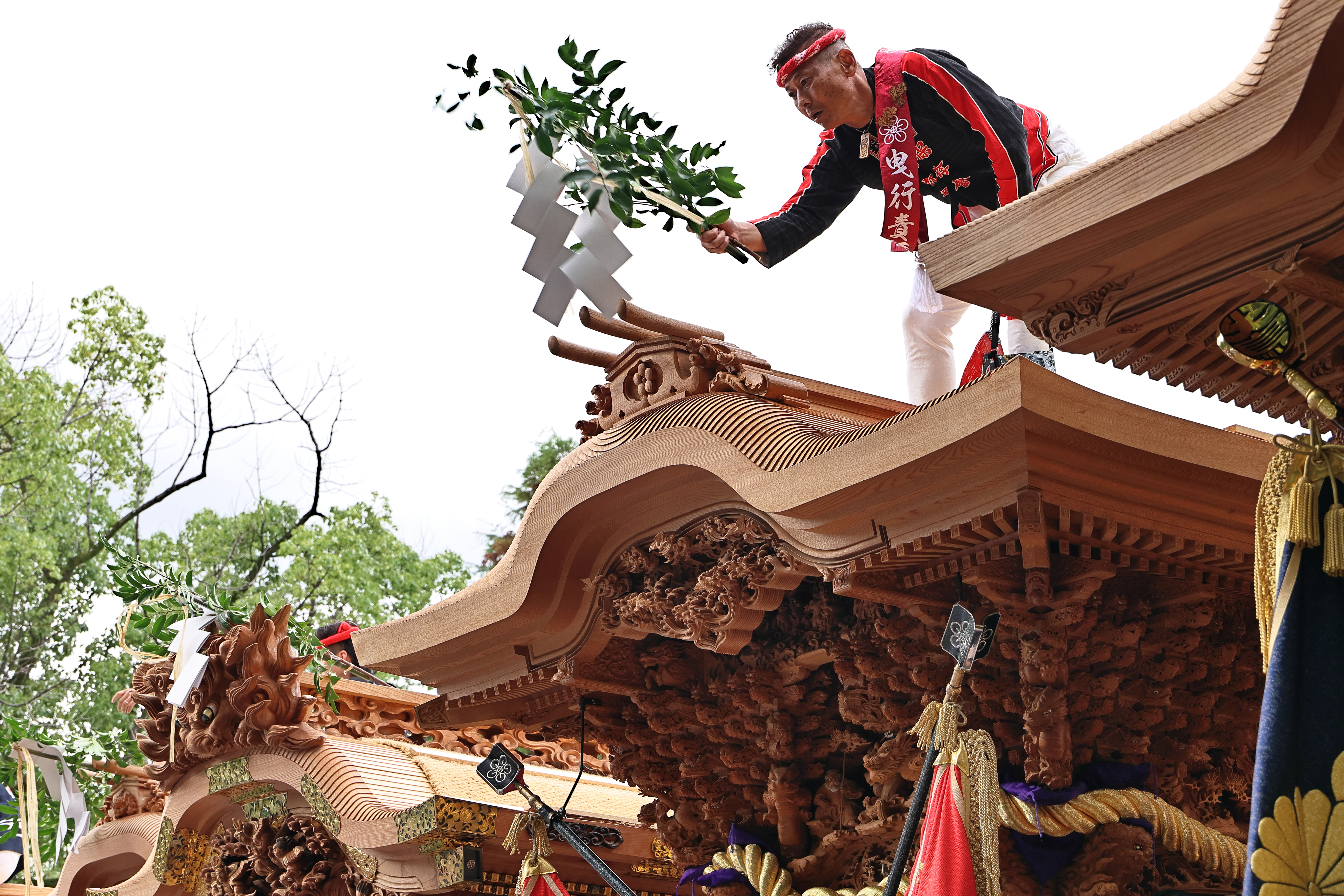
お祓いを受けたあと、大屋根に玉串を取り付ける。
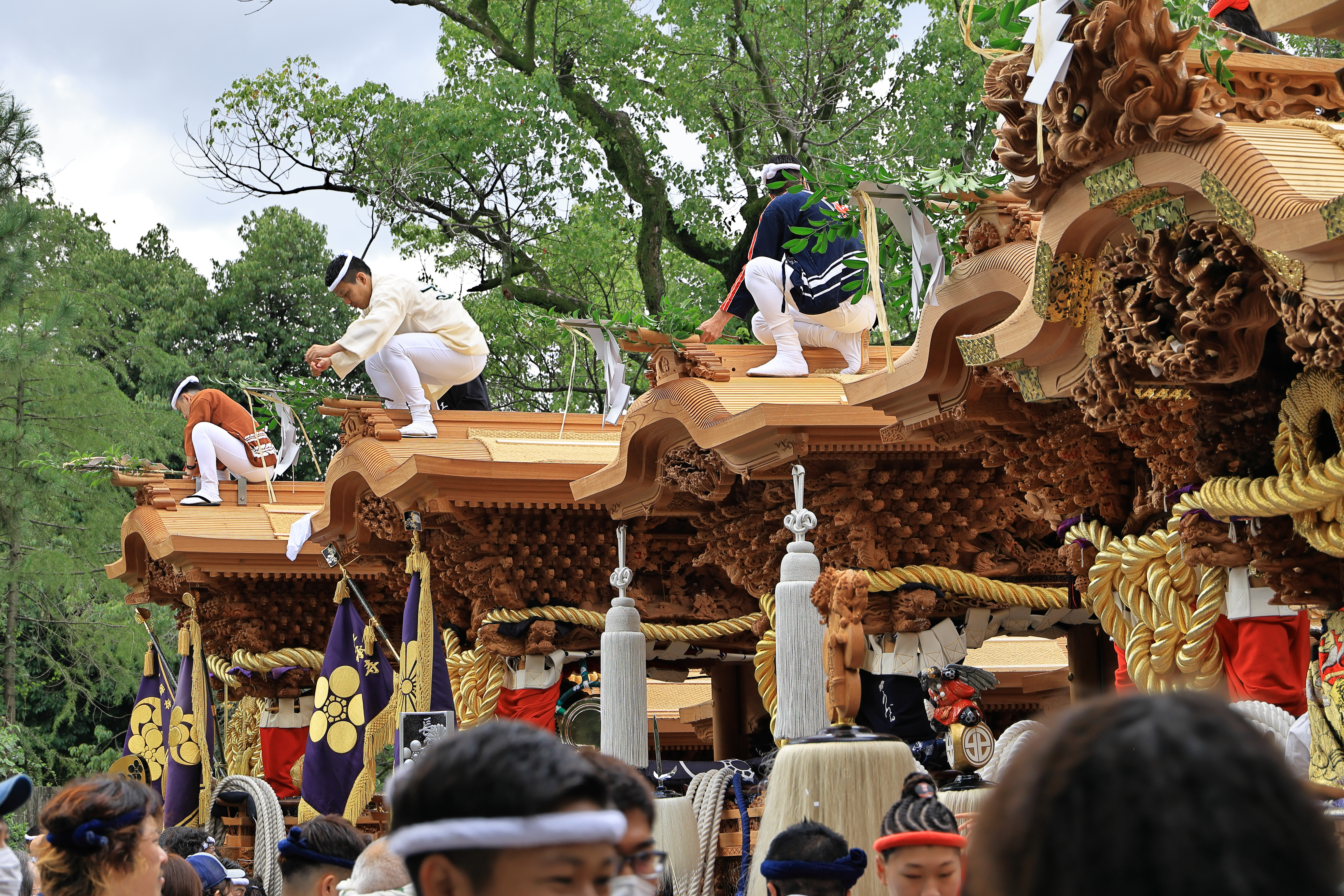
各だんじりが大屋根先端部に玉串を取り付けている
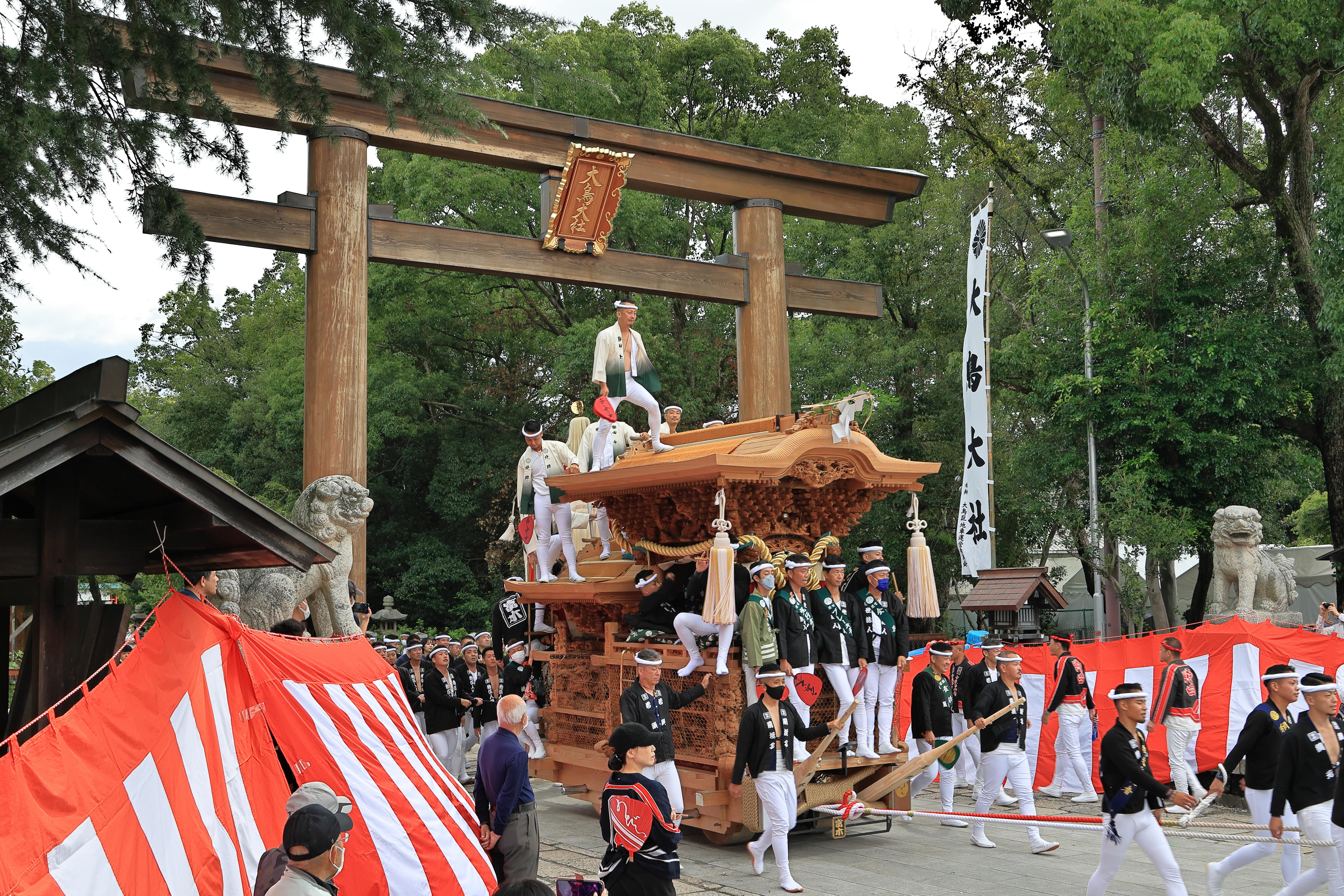
宮入りが終了し、境内から出ていくだんじり

- 動画
- 大鳥居から勢いよく境内に入ってくるだんじり
- 宮入が終わり境内から出ていくだんじり

- 11月酉の日：酉の日祭[3]
- 11月3日：明治祭[3]
- 11月23日：新嘗祭[3]
- 11月28日：冬期祭[3]
- 12月23日：天長祭[3]
- 12月31日：大祓式・除夜祭[3]
- 毎月1日・15日：月次祭[3]
- 毎月2日、12日、22日：「にいび」と呼ばれる縁日が開催されている。

## 文化財

### 堺市指定文化財
- 有形文化財
  - 大鳥大社 4棟（建造物） - 2025年（令和7年）4月18日指定[4][5]。
  - 本殿
  - 神門及び瑞垣
  - 拝殿
  - 神饌所及び玉垣

## 現地情報
所在地
- 大阪府堺市西区鳳北町1丁1-2

交通アクセス
- 鉄道
  - 西日本旅客鉄道（JR西日本）阪和線 鳳駅 （小栗街道を北上、徒歩約5分）
  - 南海電気鉄道（南海電車）南海本線 浜寺公園駅 （徒歩約15分）
  - 阪堺電気軌道（阪堺電車）阪堺線 浜寺駅前停留場 （徒歩約15分）
- バス
  - 南海バス（石津川駅前→諏訪ノ森駅前→浜寺公園駅前通→大鳥大社前） - 1日10本。
  - 南海バス（堺東駅前→鳳北口） - 平日毎時6本程度、土休日毎時4本程度。
  - 南海バス（光明池駅→鳳駅前） - 毎時2 - 3本程度。
  - 南海バス（栂・美木多駅→鳳駅前） - 毎時2本程度。

## 関連図書
- 安津素彦・梅田義彦編集兼監修者『神道辞典』神社新報社、1968年、16頁
- 白井永二・土岐昌訓編集『神社辞典』東京堂出版、1979年、72-73頁